# Wilderness (film)
Wilderness è un film del 2006 diretto da Michael J. Bassett.
Appartiene alla piccola rinascita del genere horror nel cinema britannico degli anni duemila, insieme ai bellici The Bunker di Rob Green e Deathwatch - La trincea del male dello stesso Bassett, a Creep - Il chirurgo e Severance - Tagli al personale di Christopher Smith, al parodistico L'alba dei morti dementi di Edgar Wright, a Dog Soldiers e The Descent - Discesa nelle tenebre di Neil Marshall.

## Trama
Un gruppetto di sei delinquenti minorili, in seguito al suicidio di Dave, un ragazzo della loro camerata, viene accompagnato dall'agente di custodia Jed (Sean Pertwee) su un'isola deserta, ex campo di addestramento militare, per uno "stage di sopravvivenza". Fra di loro, Callum (Toby Kebbell), che si è guadagnato una fama di assassino, per aver ucciso in riformatorio (per legittima difesa, a suo dire), e ora non desidera altro che rendersi invisibile, Lindsay, amico del defunto e vittima come lui delle continue vessazioni di Steve e Lewis, i diretti responsabili di quanto accaduto.
Arrivati sull'isola, scoprono ben presto che non è deserta come previsto: c'è un accampamento analogo al loro, con due ragazze, Jo e Mandy, accompagnate dalla loro sorvegliante Louise (Alex Reid), veterana della guerra in Iraq; vi abita anche un eremita, sul quale Steve e Lewis sfogano la propria violenza. Ma, soprattutto, uno sconosciuto, armato di arco e feroci cani addestrati, li prende di mira, con l'obiettivo di ucciderli tutti, uno dopo altro. La sua spietata caccia all'inizio appare ingiustificata, finché i ragazzi non capiscono che il loro persecutore è il padre di Dave, deciso a prendersi una sanguinosa vendetta per la morte del figlio.
I primi a soccombere alle frecce e alle belve sono uno dei ragazzi, Jethro, e i due adulti. Blue è invece ucciso da micidiali tagliole. Una barca con cui Steve e Lewis pensano di poter lasciare l'isola, abbandonando al proprio destino gli altri, si rivela essere una trappola: impregnata di benzina, viene colpita a distanza da una freccia incendiaria.
Lo spirito di sopravvivenza tira fuori il peggio dallo psicopatico Steve: arriva ad uccidere il proprio amico Lewis, quando si rende conto di aver perso il controllo su di lui a causa di una delle ragazze, Jo, poi lascia che lei sia uccisa da una trappola ed offre Lindsay alla sete di vendetta del padre di Dave, presentandolo come il responsabile della morte del figlio. Quello che però non può sapere è che è stato proprio l'apparentemente inoffensivo Lindsay a contattare l'uomo e scatenare quel bagno di sangue.
Mentre Steve muore trafitto alla testa, Lindsay si allontana indisturbato finché, incalzato da Mandy, che ha assistito alla scena e lo accusa di essere la causa di tutte quelle morti, precipita dalla scogliera perdendo la vita.
Nello scontro finale corpo a corpo, lama contro lama, fra Callum e il padre di Dave, è il ragazzo ad avere la meglio e, insieme a Mandy, l'unica altra sopravvissuta, lascia l'isola con la barca dell'uomo, deciso a scomparire nel nulla, come se fosse morto anche lui insieme agli altri.